# E.G. Records
E.G. Records fue una compañía discográfica independiente británica fundada en 1969 por David Enthoven y John Gaydon que en un principio promovía grupos más enfocados al rock progresivo pero después de un tiempo, se enfocó en abrirle a más estilos musicales. En la discográfica han estado artistas importantes como T. Rex, Emerson, Lake & Palmer y Roxy Music.
En 1996 desde su cese de la discográfica la ha adquirido varias discográficas sus derechos de grabciones, desde Virgin Records hasta Polydor Records.

## Algunos artistas de la discográfica
- T. Rex
- Emerson, Lake & Palmer
- Nikka Costa
- Roxy Music
- 801
- Killing Joke
- King Crimson
- Earthworks
- The Lounge Lizards
- UK